# Brechscheibe

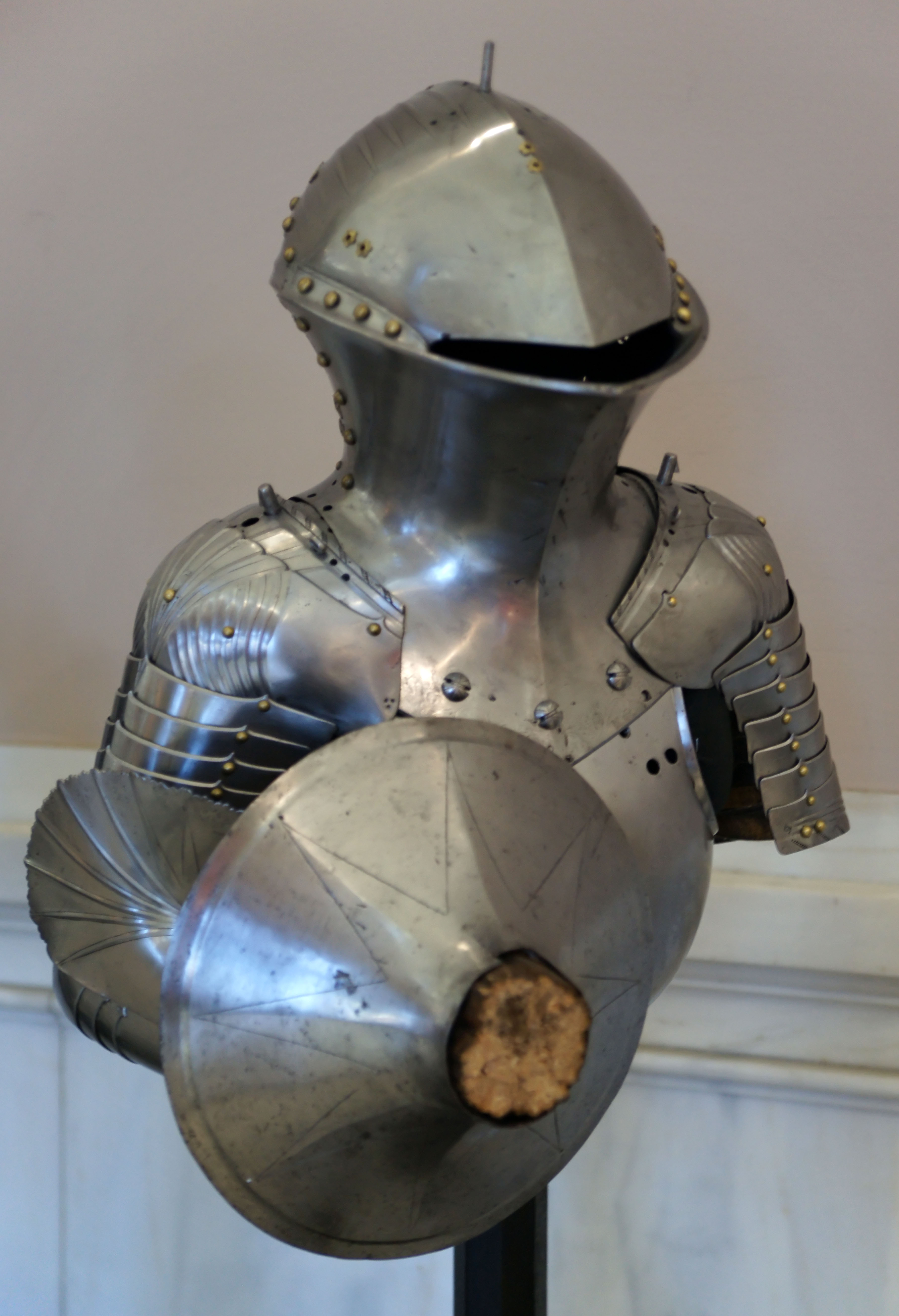
Spätmittelalterliche Turnierrüstung mit abgesägter Lanze und Brechscheibe

Eine Brechscheibe, auch Brechschild genannt, ist eine als Handschutz dienende, leicht konisch geformte Metallscheibe vor dem Griffstück einer spätmittelalterlichen oder auch frühneuzeitlichen Turnierlanze. 
Die Brechscheibe bestand aus gerundeten Eisen- oder Stahlplatten, die auf den Schaft der Turnierlanze aufgeschoben waren, um die handschuhlose rechte Hand des Trägers zu schützen. Erste Brechscheiben tauchten um 1300 auf. Sie waren zunächst als flache Scheiben gearbeitet, nahmen aber bereits um 1330 eine trichterartige Form an. Sie blieben bis ins 16. Jahrhundert nahezu unverändert. Eine weitaus vergrößerte Version sieht man bei den Brechscheiben zum Turnier. Diese waren weit ausladend und schützten den Arm bis zum Ellenbogen sowie die rechte Brustseite fast bis zum Hals. Einige Exemplare wurden mit Gravuren oder Ätzungen kunstvoll verziert.

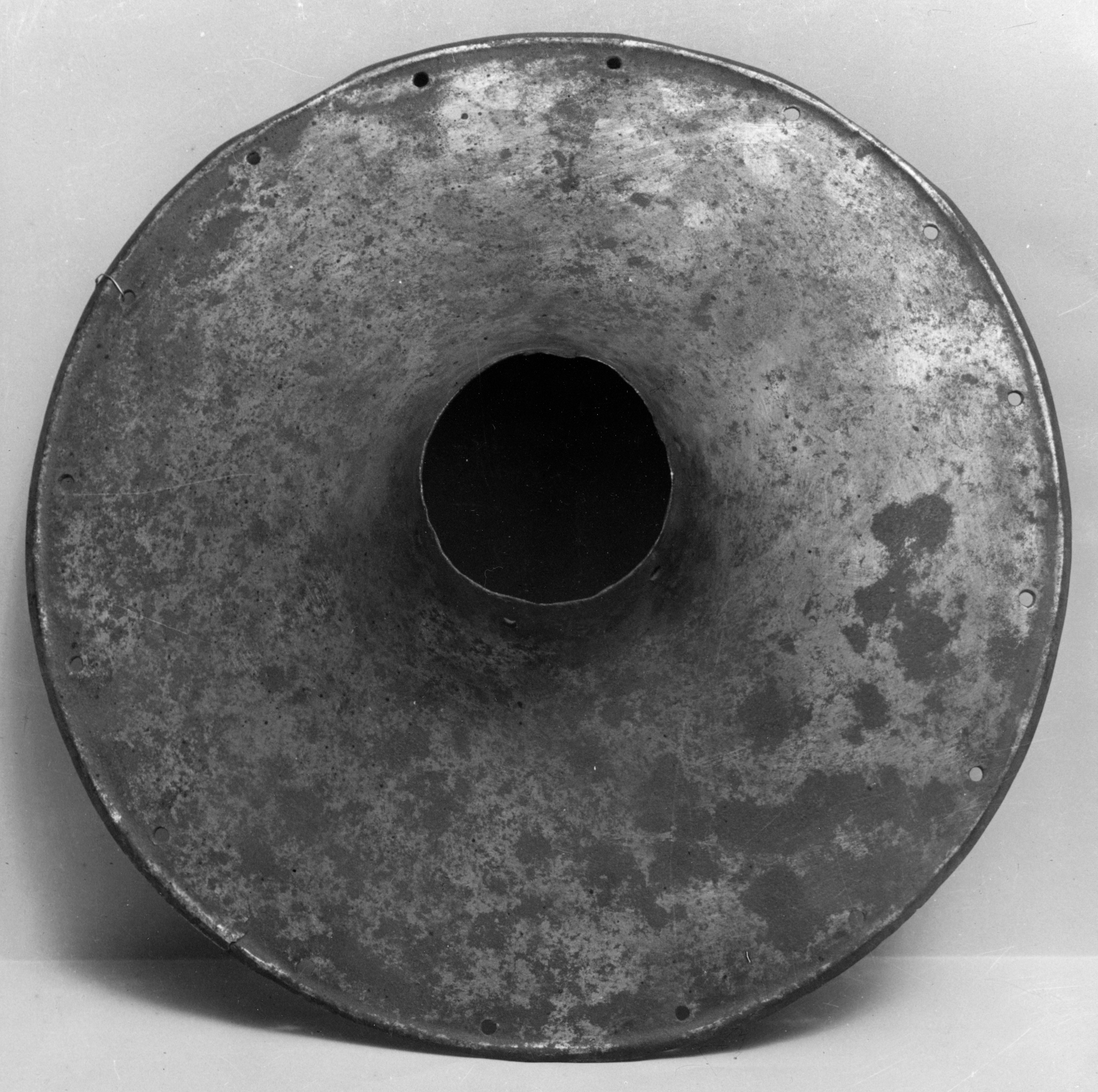
Deutsche Brechscheibe aus dem 16. Jahrhundert (Metropolitan Museum of Art)
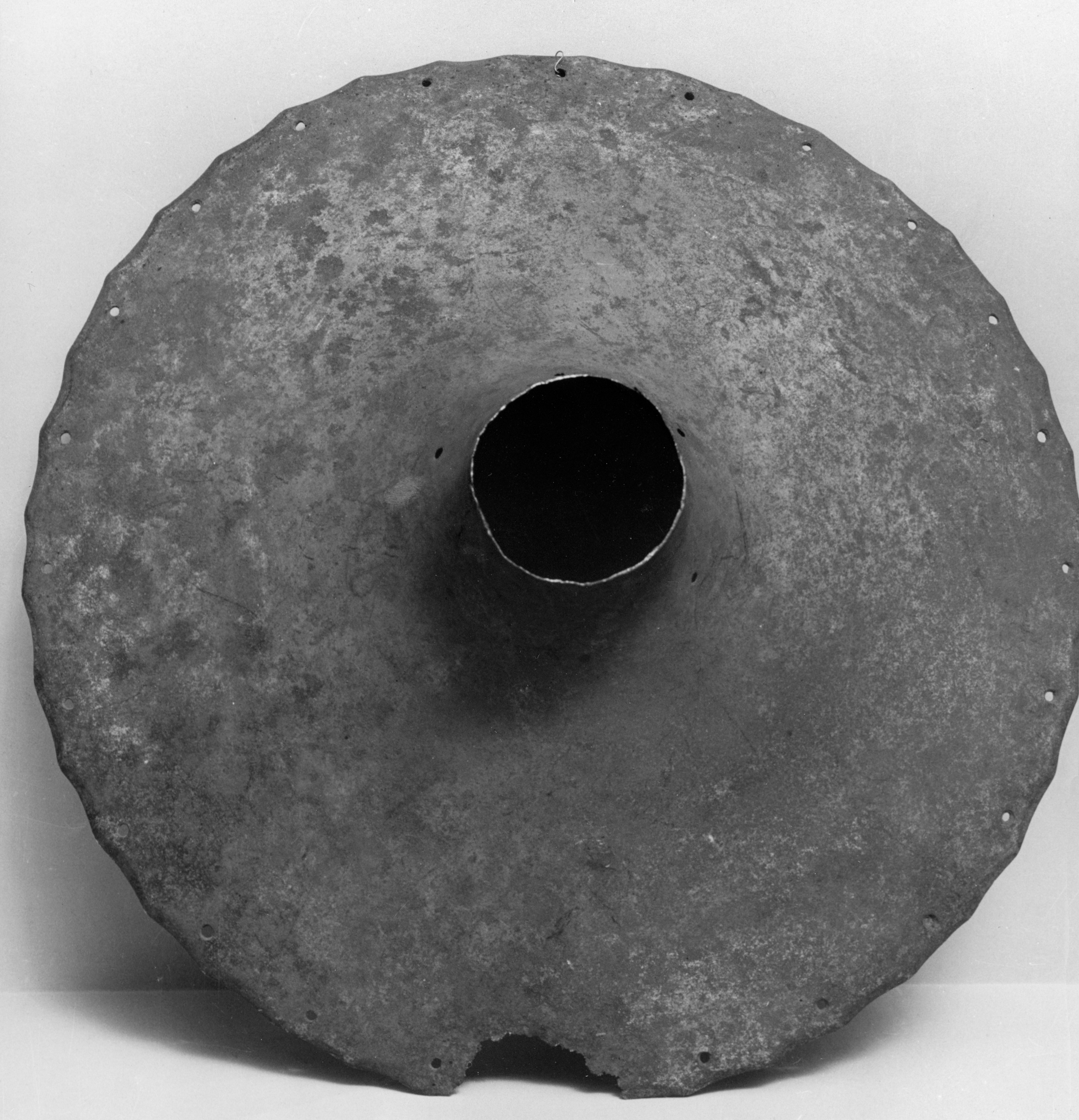
Deutsche Brechscheibe aus dem 16. Jahrhundert (Metropolitan Museum of Art)
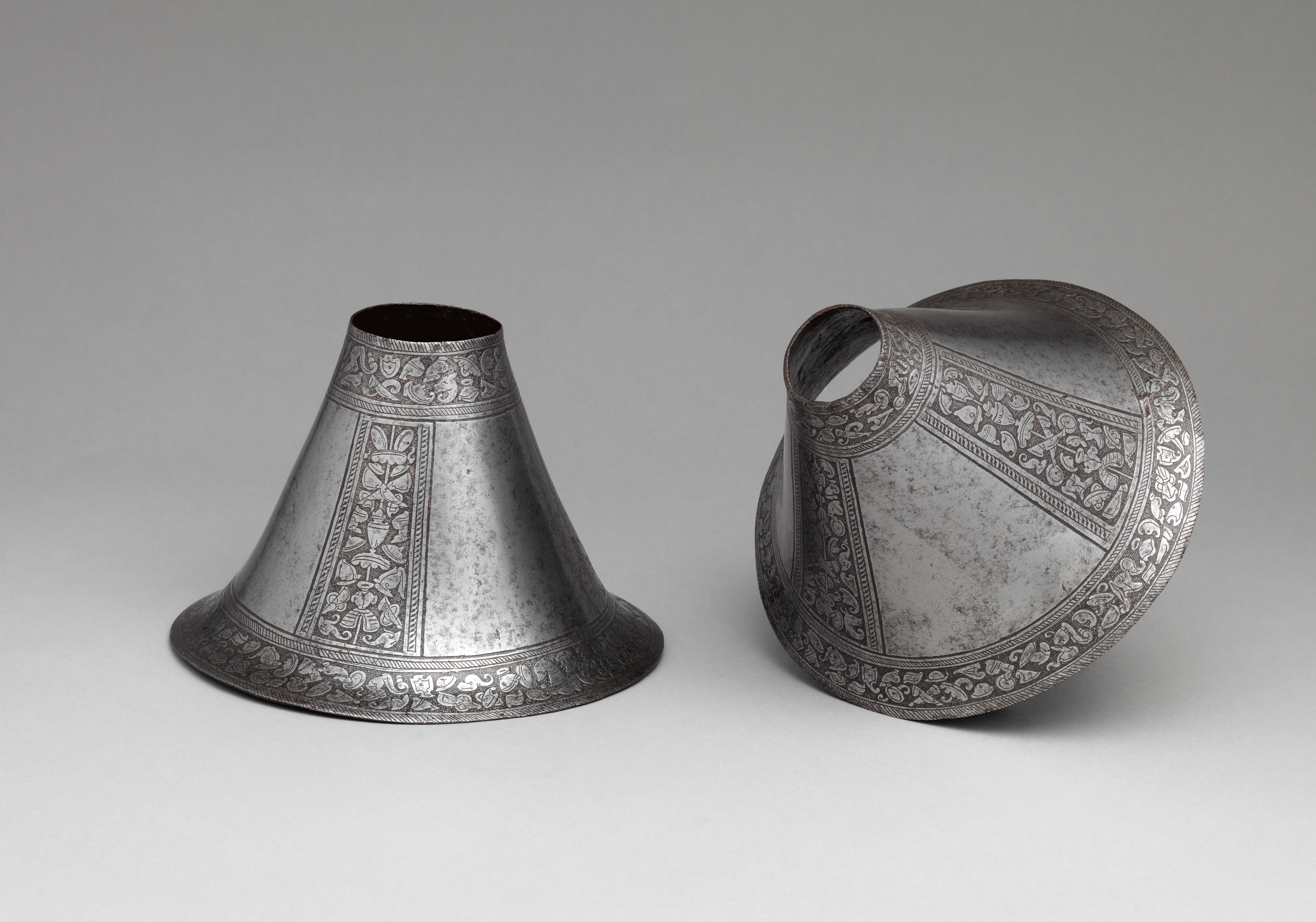
Italienische Brechscheiben, ca. 1570 (Metropolitan Museum of Art)